# 20th Century Boys. Chłopaki z dwudziestego wieku
20th Century Boys. Chłopaki z dwudziestego wieku (jap. 20世紀少年 Nijusseiki shōnen) – manga autorstwa Naokiego Urasawy, publikowana oryginalnie od 27 września 1999 do 24 kwietnia 2006 w 249 odcinkach na łamach japońskiego tygodnika komiksowego „Big Comic Spirits'', w latach 2000–2006 zebranych w 22 książkowych tomach przez wydawnictwo Shōgakukan. Kontynuacja serii, zatytułowana 21st Century Boys (pol. Chłopaki z dwudziestego pierwszego wieku), ukazała się w 16 odcinkach w „Big Comic Spirits” od stycznia do lipca 2007 i opublikowanych w tym samym roku w dwóch książkowych tomach. Po polsku Chłopaki z dwudziestego wieku ukazały się nakładem wydawnictwa Hanami w podwójnych tomach.

## Fabuła
Akcja serii rozgrywa się w Tokio na kilku przeplatających się planach czasowych. W 1969 grupa szkolnych przyjaciół – Kenji, Otcho, Yoshitsune i Maruo – wymyśla zabawę, w której odgrywają rolę obrońców świata przed wymyślonym zagrożeniem ze strony fikcyjnej organizacji. Niemal 30 lat później Kenji odkrywa, że ktoś zaczyna wcielać w życie scenariusz zabawy. Wkrótce, w Sylwestra 2000, w światowych metropoliach dochodzi do zamachów terrorystycznych takich samych, jak te wymyślone w zabawie chłopców sprzed trzech dekad, a niedługo potem władzę w Japonii przejmuje sekta zgromadzona wokół tajemniczego przywódcy zwanego „Przyjacielem” i wprowadza w państwie powszechną inwigilację obywateli. Kenji zwołuje kolegów z dzieciństwa i organizuje z nimi podziemny ruch oporu, wierząc, że tylko oni, jako nieświadomi twórcy scenariusza zbrodni, mogą przeciwstawić się złu. Kenji podejrzewa jednocześnie, że tylko ktoś wtajemniczony w dzieciństwie w ich grę mógł zrealizować jej szczegóły w rzeczywistości. Grupa Kenjiego zostaje jednak rozbita przez służby wierne „Przyjacielowi”, a ci, którzy przeżyli, ukrywają się. Ich dziedzictwo nie zostaje jednak unicestwione: w 2015 nastoletnia siostrzenica Kenjiego podejmuje wysiłek zdemaskowania i obalenia „Przyjaciela” i jego sekty.
Seria zawiera w sobie wiele odwołań do rzeczywistych wydarzeń i przemian kulturowych lat 60. i 70. XX w. w Japonii, w tym do mang, anime i kinematografii tamtego czasu, a także do klasycznego rocka; sam tytuł serii jest nawiązaniem do piosenki 20th Century Boy zespołu T. Rex, którego fanem jest Kenji, główny bohater cyklu.

## Tomy
| Wydanie polskie                                | Wydanie oryginalne                               | Zawartość                           |
| seria Chłopaki z dwudziestego wieku            | seria Chłopaki z dwudziestego wieku              | seria Chłopaki z dwudziestego wieku |
| ---------------------------------------------- | ------------------------------------------------ | ----------------------------------- |
| Tom 1 (2018)                                   | 1. Tomodachi (ともだち) (2000)                   | Odcinki 1–10                        |
| Tom 1 (2018)                                   | 2. Yogensha (予言者) (2000)                      | Odcinki 11–21                       |
| Tom 2 (2019)                                   | 3. Gitā o motta eiyū (ギターを持った英雄) (2000) | Odcinki 22–32                       |
| Tom 2 (2019)                                   | 4. Ai to heiwa (愛と平和) (2001)                 | Odcinki 33–43                       |
| Tom 3 (2019)                                   | 5. Saikai (さいかい) (2001)                      | Odcinki 44–54                       |
| Tom 3 (2019)                                   | 6. Saigo no kibō (最後の希望) (2001)             | Odcinki 55–65                       |
| Tom 4 (2020)                                   | 7. Shinjitsu (真実) (2001)                       | Odcinki 66–76                       |
| Tom 4 (2020)                                   | 8. Kenji no uta (ケンヂの歌) (2002)              | Odcinki 77–87                       |
| Tom 5 (2021)                                   | 9. Rabitto Nabokofu (ラビット・ナボコフ) (2002)  | Odcinki 88–98                       |
| Tom 5 (2021)                                   | 10. Kao no nai shōnen (顔のない少年) (2002)      | Odcinki 99–109                      |
| Tom 6 (2021)                                   | 11. Seibun hyōji (成分表示) (2002)               | Odcinki 110–121                     |
| Tom 6 (2021)                                   | 12. Tomodachi no kao (ともだちの顔) (2003)       | Odcinki 122–133                     |
| Tom 7 (2022)                                   | 13. Owari no Hajimari (終わりの始まり) (2003)    | Odcinki 134–145                     |
| Tom 7 (2022)                                   | 14. Shōnen to Yume (少年と夢) (2003)             | Odcinki 146–157                     |
| Tom 8 (2023)                                   | 15. Ban Paku Banzai (ばんぱくばんざい) (2003)    | Odcinki 158–169                     |
| Tom 8 (2023)                                   | 16. Kagami no Mukou (鏡のむこう) (2004)          | Odcinki 170–181                     |
| Tom 9 (2023)                                   | 17. Kurosu Kauntā (クロスカウンター) (2004)      | Odcinki 182–192                     |
| Tom 9 (2023)                                   | 18. Min’na no Uta (みんなの歌) (2005)            | Odcinki 193–203                     |
| Tom 10 (2024)                                  | 19. Kaettekita Otoko (帰ってきた男) (2005)       | Odcinki 204–214                     |
| Tom 10 (2024)                                  | 20. Jinrui no Shōbu (人類の勝負) (2005)          | Odcinki 215–225                     |
| Tom 11 (2024)                                  | 21. Uchūbito Genru (宇宙人現る) (2006)           | Odcinki 226–236                     |
| Tom 11 (2024)                                  | 22. Seigi no Hajimari (正義の始まり) (2006)      | Odcinki 237–249                     |
| seria Chłopaki z dwudziestego pierwszego wieku |                                                  |                                     |
| – (2025)                                       | 1. „Tomodachi” no shi (“ともだち”の死) (2007)    | Odcinki 1–10                        |
| – (2025)                                       | 2. 20 seiki shōnen (20世紀少年) (2007)           | Odcinki 11–20                       |

## Nagrody
Seria została bardzo dobrze przyjęta przez czytelników i została sprzedana dotąd w 36 milionach egzemplarzy. Krytycy odebrali ją również przychylnie. Została uhonorowana licznymi nagrodami, w tym Kodansha Manga Award w 2001, nagrodą za najlepszą serię na Międzynarodowym Festiwalu Komiksu w Angoulême w 2004, Nagrodą Eisnera za najlepsze amerykańskie wydanie azjatyckiego materiału w 2011 i 2013.

## Ekranizacja
W latach 2008–2009 swoją premierę miała ekranizacja serii w formie trylogii filmów fabularnych w reżyserii Yukihika Tsutsumiego.